# Sant'Egidio, Rom
Sant'Egidio, emellanåt benämnd Sant'Egidio in Trastevere, är en kyrkobyggnad i Rom, helgad åt den helige Egidius. Kyrkan är belägen vid Piazza di Sant'Egidio i Rione Trastevere och tillhör församlingen Santa Maria in Trastevere.
I denna kyrka grundades år 1968 Gemenskapen Sant'Egidio – Comunità di Sant'Egidio.

## Kyrkans historia
Dagens kyrka föregicks av två andra: San Biagio dei Velli (senare benämnd Santi Crispino e Crispiniano) och San Lorenzo de Curtibus; dessa kyrkor revs år 1630. Sant'Egidio-kyrkan uppfördes åren 1630–1632. Fasaden har en våning med korintiska kolossalpilastrar. Ovanför ingångsportalen sitter en dedikationsplakett med texten: 
Andrea Camassei har utfört högaltarmålningen Vår Fru av Karmel överräcker skapularet åt den helige Simon Stock. Andra målningar är Jungfru Maria med de heliga Teresa och Josef av Andrea Pozzo och Den helige Egidius av Il Pomarancio. I interiören finns därutöver gravmonumentet över Veronica Rondinini Origo (1706), utfört av Carlo Fontana, samt gravmonumentet över Petronilla Paolina de' Massimi (1663).

## Bilder
| - Kyrkorna San Biagio dei Velli (S. BLASIVS) och San Lorenzo de Curtibus (S. LORENCINVS) på Leonardo Bufalinis karta över Rom från år 1551. Även Santa Maria in Trastevere (S. MARIA EXTRA TIBERIN) och San Callisto (S. CALISTVS) är markerade. |